# 张至秀
张至秀（1915年—2009年），中国人民解放军将领、中国人民解放军开国少将。
曾任中国人民解放军26军军长。1955年，授予中国人民解放军少将。